# Cabo Grim

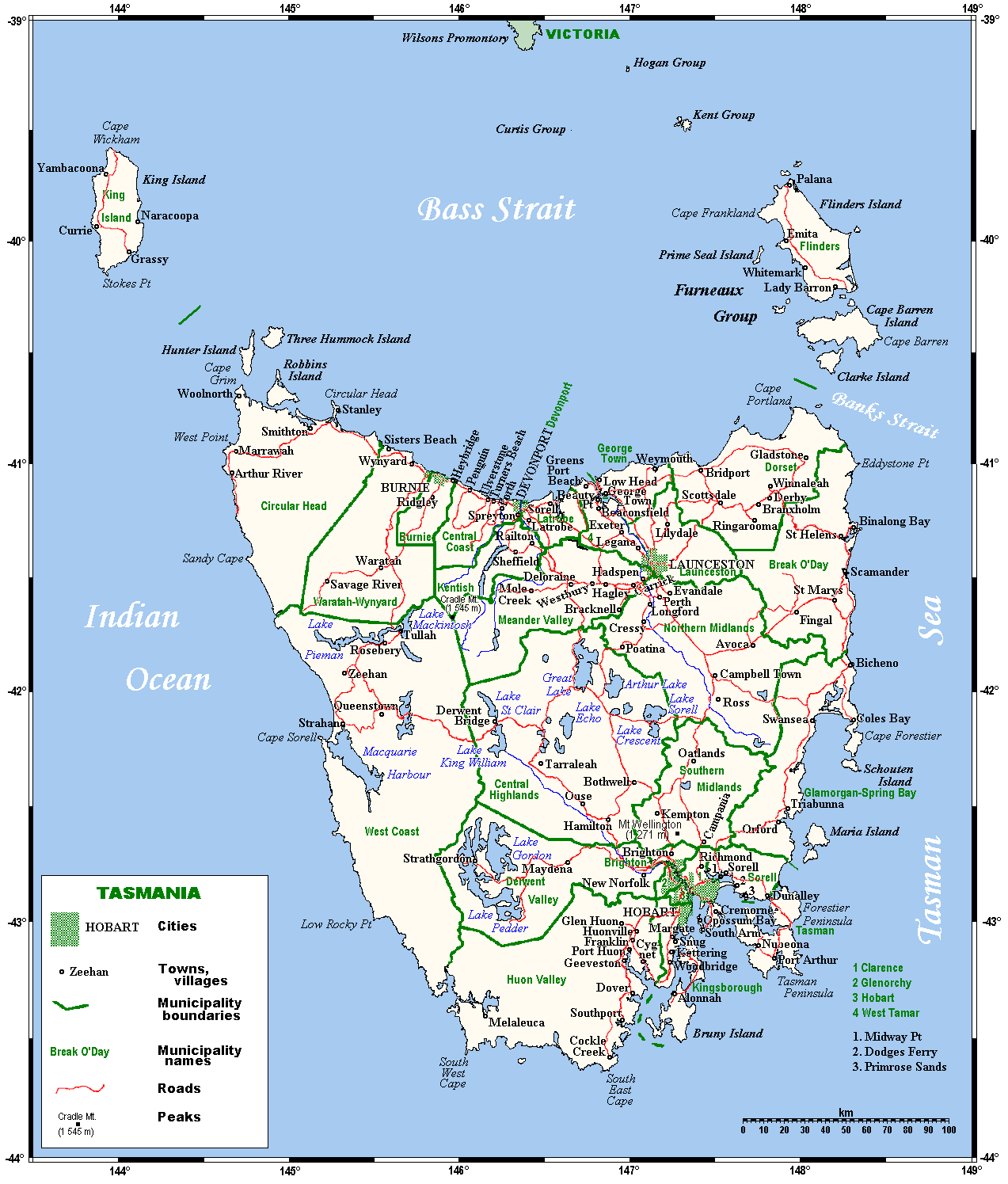
Mapa da Tasmânia.

O cabo Grim é o extremo noroeste da ilha da Tasmânia, Austrália.
O seu isolamento é uma curiosidade geográfica, pois se se navegasse sempre para oeste a partir dele não se chegaria a África mas sim ao extremo sul da Argentina. Está sujeito a ventos fortes da Antártida.